# Bresilley
Bresilley település Franciaországban, Haute-Saône megyében. Lakosainak száma 180 fő (2022. január 1.). Bresilley Bard-lès-Pesmes, Ougney, Thervay, Vitreux, Malans és Montagney községekkel határos.

## Népesség
A település népességének változása:
| Lakosok száma | 188  | 195  | 202  | 188  | 182  | 177  | 179  | 179  | 180  |
|               | 2013 | 2015 | 2016 | 2017 | 2018 | 2019 | 2020 | 2021 | 2022 |